# The Gathering (banda)
The Gathering é uma banda holandesa de trip rock e rock progressivo formada em 1989.

## História
Em 1989 os irmãos René Rutten e Hans Rutten juntaram-se a Bart Smits para formar uma banda. Mais tarde a formação ficou completa com a entrada de Hugo Prinsen Geerligs, Jelmer Wiersma e Frank Boeijen.
Em 1990 lançaram a primeira demo An Imaginary Symphony, no estilo Death/Doom Metal, com guturais feitos por Bart Smits. Esta demo alcançou algum sucesso e no início do ano seguinte a banda já abria vários concertos.
Neste ano, em Abril, a banda apresenta a sua segunda demo rehearsal, chamada Moonlight Archer. A banda tornou-se relativamente conhecida e começou a actuar com bandas como Samael, Morbid Angel e Death.
Em 1992 a banda lançou o primeiro álbum, Always..., gravado pela editora Fundation 2000. Os vocais eram feitos por Bart Smits e Marike Groot, que juntou-se á banda dando um som atmosférico às canções onde participava.
Em 1993 Bart Smits e Marike Groot saíram da banda por divergências musicais. O segundo álbum, Almost a Dance, é lançado nesse ano, com Niels Duffhuës e Martine van Loon nos vocais. O álbum é um pouco diferente do primeiro, visto que já não conta com elementos do Death Metal, como os guturais.
Em 1995 é lançado o terceiro álbum, o primeiro com Anneke van Giersbergen nos vocais. Este álbum, Mandylion, foi gravado pela editora Century Media e foi o que mais sucesso trouxe á banda. No ano seguinte a banda faz uma digressão pela Bélgica, Luxemburgo, Suíça e Alemanha. Mal terminaram, a banda entrou em estúdio, e logo em 97 saiu o álbum Nighttime Birds.
Em 1998 o guitarrista Jelmer Wiersma abandona a banda, talvez porque o quinto álbum da banda, How to Measure a Planet?, abandona o Doom Metal e torna-se mais leve, atmosférico e melódico.
Em 99 a banda faz uma extensa tour pelos E.U.A, México e Reino Unido. Nesse ano a banda trocou a Century Media pela sua própria editora, Psychonaut Records.
Em 2000 a banda apresenta um novo trabalho If… Then… Else, que segue o mesmo estilo que o álbum anterior.
Em 2001 a banda lança Downfall - The Early Years, que contém algumas músicas de 1990 e 1991. De seguida a banda parte em digressão pelo México.
Em 2002 a banda depara-se com alguns problemas: a editora Century Media lança o DVD In Motion, sem permissão da banda. De modo a ultrapassar a situação, a banda lança o EP Black Light District. Completamente diferente dos álbuns anteriores, este EP contém influências de alternative rock, como resultado de uma evolução natural.
Depois de dois anos a trabalhar num novo trabalho, aparece o álbum Souvenirs, produzido por Zlaya Hadzich. Durante esse ano a banda parte em digressão pela Europa e América. Estes concertos são gravados e lançados em CD.
Em Novembro de 2005 é apresentada uma nova baixista, Marjolein Kooijman, que substitui Hugo Prinsen Geerligs. Marjolein Kooijman toca pela primeira vez em público em Fevereiro.
Em 2006 é lançado o álbum Home, com sonoridade etérea e em grande parte sintetizada. Anneke van Giersbergen ganha um Devil Award, na categoria de melhor cantora.
Em 2007 Anneke van Giersbergen deixa a banda para se dedicar a um novo projeto chamado Agua de Annique. Apesar de rumores a respeito de uma possível volta aos vocais masculinos dos primeiros trabalhos, a cantora Silje Wergerland é escalada para o posto. Em 2009 é lançado o álbum The West Pole, iniciando uma nova fase na história da banda.
Em 2012, é lançado o CD Disclosure.
Em 2013 foi lançado o EP Afterwords, um album com novas interpretações  e desconstruções de músicas  do album Disclosure. Esse album tem a participação especial de Bart Smith, primeiro vocalista do The gathering na faixa título.
Em 2014 Marjolein anuncia sua saída da banda, e os membros restantes anunciam uma pausa nas atividades da banda. Em Junho foi anunciado um show especial de 25 anos da banda chamado "The Gathering: 25 Years of Diving into the Unknown - Special Anniversary Show", com a participação de alguns ex membros da banda (Anneke van Giersbergen, Marjolein Kooijman, Hugo Prinsen Geerligs,Jelmer Wiersma, Bart Smits e Marike Groot).
Apesar do hiatus, a banda trouxe alguns lançamentos durante esses anos, como relançamentos de seus antigos albuns em Vinil, e em 2017 a banda lançou o copilado Blueprints, contendo as demos, mixagem bruta e músicas nunca antes lançadas dos albuns "Souvenirs" e "Home", além da gravação oficial do show de 25 anos da banda.
Em 2018, após 4 anos de hiatus, aonde os membros puderam se focar em suas famílias, estudos e negócios, a banda anunciou sua volta aos palcos e a gravação de um novo album. Em 2018 e 2019 a banda se concentrou em pequenos shows nos Países Baixos e Europa, aonde tocou o melhor de seu extenso repertório, tocando músicas ha muito tempo não tocadas. 2020 seria marcado por uma extensa turnê Latino americana e a gravação do novo album, mas por causa da pandemia de Covid-19, ambos os planos tiveram que ser adiados.
Em 2022, é lançado o 11º album da banda, Beautiful Distortions. O album foi aclamado pela mídia e pelos fãs como um típico album da banda: Atmosférico, experimental e emocionante. Em Setembro do mesmo ano, após duas mudanças de data, a banda finalmente se apresenta na America Latina, com shows no México, Colombia, Bolivia, Chile e Brasil.

## Membros
| - Silje Wergeland - vocal (2008–2014) - René Rutten - guitarra e flauta (1989–2014) - Hans Rutten - bateria (1989–2014) - Frank Boeijen - teclado, sintetizador (1989–2014) - Hugo Prinsen Geerling - baixo (2004–2014; 2018–) | - Hugo Prinsen Geerligs - baixo, flauta (1989–2004; participação em 2014) - Jelmer Wiersma - guitarra (1989–1998; participação em 2014) - Bart Smits - vocais (1989–1993, participação em 2013 e 2014) - Marike Groot - vocais (1992–1993; participação em 2014) - Niels Duffhuës - vocais e guitarra (1993–1994) - Martine van Loon - vocais (1993–1994) - Anneke van Giersbergen - vocal (1994–2007; participação em 2014) - Marjolein Kooijman - baixo (2004–2014) |

## Discografia
| - Always... (1992) - Almost a Dance (1993) - Mandylion (1995) - Nighttime Birds (1997) - How to Measure a Planet? (1998) - if then else (2000) - Souvenirs (2003) - Home (2006) - The West Pole (2009) - Disclosure (2012) - Beautiful Distortions (2022) - Superheat (2000) - Sleepy Buildings - A Semi Acoustic Evening (2004) - A Noise Severe (2007) - TG25: Live at Doornroosje (2016) | - Strange Machines (1995) - Adrenaline/Leaves (1996) - Kevin's Telescope (1997) - The May Song (1997) - Liberty Bell (1998) - Rollercoaster (2000) - Amity (2001) - Black Light District (2002) - You Learn About It (2003) - Monsters (2003) - City From Above (2009) - Afterwords (2013) - Interference (2022) - Downfall: The Early Years (2001) - Acessories - Rarities & B-sides (2005) - TG25 Diving into the unknown (2015) - Blueprints (2017) - Passengers in Time: The Musical History Tour com Wim Kratsborn (2005) |

## DVDs
- In Motion (2002)
- A Noise Severe (2007)

## Videografia
- Leaves (1995)
- Liberty Bell (1998
- Heroes For Ghosts (2011)
- Echoes Keep Growing (2013)
- We Rise (2022)
- Stronger (2022)